# Wallers letzter Gang
Wallers letzter Gang è un film del 1989 diretto da Christian Wagner, vincitore della Menzione speciale per la miglior opera prima al 42º Festival di Cannes.